# Essertenne-et-Cecey
Essertenne-et-Cecey é uma comuna francesa na região administrativa de Borgonha-Franco-Condado, no departamento de Alto Sona. Estende-se por uma área de 11,3 km². Em 2010 a comuna tinha 415 habitantes (densidade: 36,7 hab./km²).